# Albrecht Riermeier
Albrecht Riermeier (* 29. Juni 1951) ist ein deutscher Musiker und Musikpädagoge. Er beschäftigt sich musikalisch hauptsächlich mit Drums, Perkussion und Vibes.

## Musikalische Ausbildung
Albrecht Riermeier begann zunächst ein Studium für Schlagzeug an der Pädagogischen Hochschule Berlin und später an der Hochschule der Künste, ebenfalls in Berlin. Nach einem Besuch des Creativ Music Studio in Woodstock/USA erhielt er ein Stipendium für ein Studium für Vibraphon am Berklee College of Music in Boston/USA.

## Musikalische Tätigkeit
Albrecht Riermeier betätigt sich hauptsächlich als freischaffender Musiker als Schlagzeuger, Vibraphonist und Perkussionist in verschiedenen Ensembles, Orchestern und Theatern. Unter anderem kam es zu folgenden Kooperationen:
- mit Double Percussion (Hermann Naehring)
- mit dem Super Nova Percussion Ensemble (Hermann Naehring und vier Schlagzeuger des Berliner Sinfonie-Orchesters) und dem Komponisten Michael Sell
- mit dem Saxophonisten Friedemann Graef
- Tanz-Produktion am Societaetstheater in Dresden mit Thomas Hartmann, Carola Tautz-Bär und Katja Erfurth.

Den Bezug zur Basis behält er durch seine Lehrtätigkeit an der Musikschule Charlottenburg-Wilmersdorf und der Hochschule für Musik „Hanns Eisler“ Berlin in Berlin.